# إدوارد توك
إدوارد توك (بالإنجليزية: Edward Tuck) هو دبلوماسي وشخصية أعمال أمريكي، ولد في 24 أغسطس 1842 في إيكستر في الولايات المتحدة، وتوفي في 30 أبريل 1938 في مونت كارلو في موناكو.